# 月滿軒尼詩
《月滿軒尼詩》是一部於2009年3月開始拍攝，同年5月殺青，由岸西執導，張學友，湯唯主演的一部於2010年4月1日上映的香港電影。
本片是許久未拍攝電影的張學友與湯唯的復出之作，並是香港著名編劇岸西的第二部導演電影作品，劇中其他演員還包括李修賢、鮑起靜、張可頤、朱咪咪、安志杰、盧冠廷、郭峰。
電影主要劇情設定在位於香港島的銅鑼灣與灣仔一帶的主要幹道軒尼詩道為主軸。當中出現具有代表性的景物，如龍門大酒樓、檀島咖啡餅店、電車等。
2009年5月該片亦有亮相康城影展，并首次公開海報。2010年3月該片成為香港國際電影節的開幕電影。

## 音樂
片尾曲《不只有緣》，由張學友演唱。

## 角色
| 演員   | 角色              |
| 張學友 | 蔣覺來 / 阿來     |
| 湯 唯  | 勞愛蓮            |
| 鮑起靜 | 阿來母            |
| 朱咪咪 | 阿來姨媽          |
| 張可頤 | 敏 如             |
| 李修賢 | 青 叔             |
| 安志杰 | 阿 旭             |
| 郭 峰  | 堯 叔             |
| 林威   | 愛蓮舅舅          |
| 喬寶寶 | 茶餐廳侍應/神秘人 |
| 卓慧敏 | 修甲員            |
| 盧冠廷 | 阿來父            |
| 曾國祥 | 急症室醫生        |
| 鄭伊健 | 牙 醫             |
| 邵美琪 | 婚姻註冊官        |
| 陳冠霖 | 堯 叔之子         |

## 獎項和提名
| 頒獎典禮                                  | 獎項           | 名字       | 結果     |
| ----------------------------------------- | -------------- | ---------- | -------- |
| 第11屆華語電影傳媒大獎                    | 最佳女配角     | 鮑起靜     | 提名     |
| 第11屆華語電影傳媒大獎                    | 最佳女主角     | 湯唯       | 獲獎     |
| 粤港澳青年电影盛典                        | 最受欢迎女主角 | 湯唯       | 提名     |
| 粤港澳青年电影盛典                        | 最高人气女演员 | 湯唯       | 提名     |
| 粤港澳青年电影盛典                        | 最受歡迎女配角 | 鮑起靜     | 提名     |
| 第三十屆香港電影金像獎                    | 最佳女配角     | 鮑起靜     | 提名     |
| 第三十屆香港電影金像獎                    | 最佳女配角     | 朱咪咪     | 提名     |
| 第三十屆香港電影金像獎                    | 最佳編劇       | 岸西       | 提名     |
| 第三十屆香港電影金像獎                    | 新晉導演       | 岸西       | 提名     |
| 第三十屆香港電影金像獎                    | 最佳男主角     | 張學友     | 提名     |
| 第三十屆香港電影金像獎                    | 最佳女主角     | 湯唯       | 提名     |
| 第47屆金馬獎                              | 最佳女主角     | 湯唯       | 提名     |
| 第十七屆香港電影評論學會大獎              | 最佳女演員     | 湯唯       | 最後兩強 |
| 第十七屆香港電影評論學會大獎              | 最佳電影       | 月滿軒尼詩 | 提名     |
| 第十七屆香港電影評論學會大獎              | 推薦電影       | 月滿軒尼詩 | 獲獎     |
| 第十七屆香港電影評論學會大獎              | 最佳導演       | 岸西       | 提名     |
| 第十七屆香港電影評論學會大獎              | 最佳編劇       | 岸西       | 獲獎     |
| 亞洲電影促進聯盟 - 第13届亚洲影评人协会奖 | 最佳編劇       | 岸西       | 提名     |